# Al patrulea stol
Al patrulea stol este un film românesc din 1979 regizat de Timotei Ursu. Rolurile principale au fost interpretate de actorii Violeta Andrei, Nicolae Iliescu și Ileana Stana Ionescu.

## Rezumat
Este o adaptare liberă după piesa de teatru Jocul de-a vacanța (1936) a lui Mihail Sebastian.

## Distribuție
- Violeta Andrei — Corina, angajată a unei întreprinderi bucureștene
- Nicolae Iliescu — Ștefan Valeriu, marinar care-și petrece concediul pe malul mării
- Ileana Stana Ionescu — Cleopatra Vintilă, cântăreață de romanțe
- Boris Ciornei — nea Bogoiu, pensionar cu aspirații de marinar, fost funcționar la Arhivele Statului
- Constantin Guriță — Vasile Gaiță, maior de pompieri, pescar amator
- Mircea Daneliuc — Dan Avramescu, comentator sportiv de televiziune, amantul Corinei
- Mihai Mereuță — conductorul de tren
- Lucian Iancu — Costea, pescar constănțean, gazdă a oaspeților de la Malu Roșu
- Nina Filimon — tușa Maria, îngrijitoarea cherhanalei de la Malu Roșu
- Ștefan Maitec — Nelu, tânăr aflat în vacanță (menționat Ștefan Maetec)
- Lucian Popescu
- Viorica Hodel Bubulici
- Mihai Stavilă
- Dan Mocănescu
- Gheorghe Crivăț
- Constantin Ardeleanu
- Dumitru Banu
- Simion Feodorov
- Ion Mechenici
- Daniel Pîrvulescu
- Smaranda Roman

## Producție
Filmările la această producție au început la Costinești în septembrie și s-au încheiat la 7 octombrie 1978. Cheltuielile de producție s-au ridicat la 2.348.000 lei.

## Primire
Filmul a fost vizionat de 1.198.148 de spectatori în cinematografele din România, după cum atestă o situație a numărului de spectatori înregistrat de filmele românești de la data premierei și până la data de 31 decembrie 2014 alcătuită de Centrul Național al Cinematografiei.